# Premier Siècle de cinéma
Premier Siècle de cinéma est une opération de 1992 à 1995 visant à fêter les cents ans du cinéma.

## Historique
L'initiative est envisagée dès 1991 par le ministre de la culture Jack Lang et le président du CNC Dominique Wallon. 
Une commission va d'ailleurs se charger du travail préparatoire. Elle est présidée par Michel Piccoli et composée de Serge Toubiana, Alain Crombecque, Dominique Païni, Jean-Loup Passek, Bertrand Tavernier et Daniel Toscan du Plantier. Elle fit des propositions notamment d'organiser des manifestations pour des événements.
Le 9 septembre 1992, au Journal officiel, fut créée l'association Premier Siècle de cinéma. C'est Michel Piccoli qui trouva le nom, déclarant que « centenaire du cinéma » est trop solennel et donne l'impression que le cinéma est vieillissant sans avenir. Le conseil d'administration est composé, en plus des membres fondateurs et des représentants du ministère de la culture, des affaires étrangères, éducation, et du CNC, de Jean-Denis Bredin, Costa-Gavras, Gérard Depardieu, Isabelle Huppert, Gilles Jacob, Nicolas Seydoux, Guy Verrecchia, Christian Bourgeois, Jean Claude Carrière et Paul Virilio.
L'initiative se base sur le fait que le cinéma est né en 1895, avec la projection de La Sortie de l'usine Lumière à Lyon. Malgré les nombreux précurseurs du cinématographe, sans compter les fontaines magiques : Edison, Dickson, Hannibal Goodwin, Jules Marey, Muybridge, Georges Demeny, Emile Reynaud, Skladanowsky.
L'association était située rue Saint-Merri et était dirigée par Toubiana, Crombecque, Philippe Coutant, Emmanuelle Toulet, Ouardia Teraha et Pierre Hodgson. Son but était de mobiliser les salles de cinéma. L'association fut reçue par François Mitterrand et Jacques Toubon pour défendre l'exception culturelle et le GATT,. 

## Événements
- Les Cent et Une Nuits de Simon Cinéma d'Agnès Varda
- Deux fois cinquante ans de cinéma français de Jean-Luc Godard
- Colloque « Le cinéma vers son deuxième siècle » au théâtre de l'Europe
- Le Cinéma, cent ans de jeunesse d'Alain Bergala et Nathalie Bourgeois
- Lumière et Compagnie, projeté en grande pompe sur le parvis des droits de l'homme le 28 décembre 1995.
- Projet de convertir le palais de Tokyo en grand pôle du cinéma. Le projet est abandonné en 1998.